# 約翰·斯普拉特
約翰·斯普拉特（英語：John Spratt；1942年11月1日—2024年12月14日）是美國的一位政治人物。在1983年至2011年期間，他是南卡羅來納州第5選舉區選出的美國眾議院議員。他的黨籍是民主黨。在2007年至2011年，他是眾議院預算委員會主席。

## 外部連結
- C-SPAN內的頁面（英文）